# 롤링 릴리스
롤링 릴리스(rolling release), 롤링 업데이트(rolling update), 지속적 배포(continuous delivery)는 소프트웨어 개발에서 애플리케이션에 업데이트를 주기적으로 배포하는 개념이다. 이는 이전 버전에 재설치를 해야 하는 소프트웨어 버전을 사용하는 포인트 릴리스 개발 모델과 대조된다. 이러한 차이의 예로 우분투 리눅스의 여러 버전 vs 단독의 꾸준히 업데이트되는 버전인 아치 리눅스를 들 수 있다.

## 롤링 릴리스
롤링 릴리스 개발 모델은 수많은 유형의 소프트웨어 배포 생명 주기 가운데 하나이다. 롤링 릴리스 모델이 모든 소프트웨어의 개발 부문에 사용할 수 있지만 종종 리눅스 배포판, 특히 GNU Guix 시스템, 아치 리눅스, 젠투 리눅스, PCLinuxOS, 스파키리눅스, 보이드 리눅스 등에서 사용되는 것을 볼 수 있다.

## 같이 보기
- 지속적 배포